# メチャド

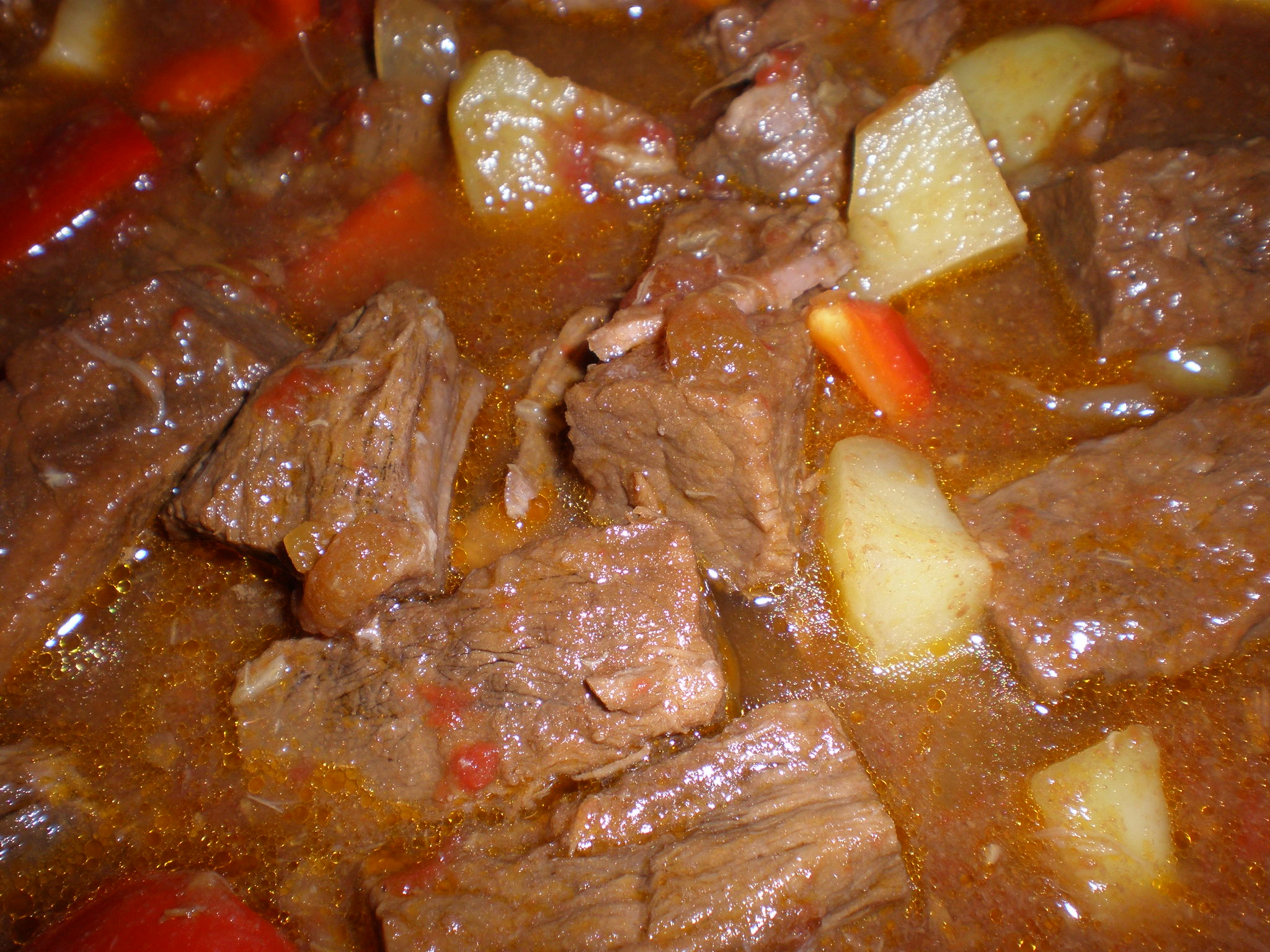
メチャド

メチャド(Mechado)は、フィリピンの肉料理である。マリネ液に醤油とカラマンシーのジュースを加えて作るのがフィリピン風である。

## 起源と調理法
この伝統的な料理には、豚の背脂と細切りの安い牛の赤身肉を撚り合わせ、脂を溶かしてより柔らかくしっとりとさせるというスペイン料理の技法が用いられている。
そのため、メチャドという名前は、スペイン語でロウソクの芯を意味するmechaという言葉に由来している。ラードで包んだ牛肉は、酢、醤油、カラマンシーのジュース、つぶしたニンニク、コショウ、ローリエからなるマリネ液に浸し、油かラードで焼いて全ての面に素早く焦げ目をつけ、マリネ液にスープストックと輪切りのタマネギ、トマトソースを加え、肉が柔らかくなり、グレイビー状に液が少なくなるまでゆっくり蒸し煮にする。
年月を経るにつれ、この料理の名前は、薄切りや骨付きの牛肉で作られたビーフシチューにより近いものまで包含するようになってきた。牛タンを用いて同じ過程で作られた料理は、lengua mechadaと呼ばれる。